# Folketingswahl 1988
- F: 24
- A: 55
- B: 10
- M: 9
- Sonst.: 4
- Q: 4
- V: 22
- C: 35
- Z: 16

Die Folketingswahl 1988 am 10. Mai war die 61. Wahl zum dänischen Parlament, dem Folketing. Die vorgezogene Neuwahl wurde am 19. April desselben Jahres ausgeschrieben. Wie schon im Vorjahr gewannen die Sozialdemokraten klar die Wahl. Größere Stimmenzuwächse konnte die Fremskridtspartiet verzeichnen, ansonsten änderten sich die Prozentwerte nur geringfügig. Die Kristeligt Folkeparti schaffte es nur äußerst knapp über die Sperrklausel, während Fælles Kurs an ihr scheiterte und aus dem Parlament ausschied. Ministerpräsident Poul Schlüter (Det Konservative Folkeparti) setzte die Zusammenarbeit mit der liberalen Venstre fort, wechselte darüber hinaus aber seine Partner. Während in der vorherigen Legislaturperiode die Kristeligt Folkeparti und die Centrum-Demokraterne der Regierung angehörten, berief Schlüter nun Minister aus den Reihen der Radikale Venstre in das Kabinett Schlüter III.

## Wahlmodus
Wahlberechtigt zur Folketingswahl waren alle dänischen Staatsbürger, die das 18. Lebensjahr vollendet hatten und einen Wohnsitz in Dänemark besaßen. Jeweils zwei Mandate wurden auf den Färöern und auf Grönland vergeben, 175 Mandate wurden im übrigen Dänemark in einer Verhältniswahl vergeben. Dabei wurden zunächst 135 so genannte Wahlkreismandate (kredsmandater) auf die 17 Groß- und Amtskreise (stor- og amtskredse) aufgetrennt und dort nach dem regionalen Stimmverhältnis verteilt. Anschließend wurden landesweit nochmals weitere 40 Ausgleichsmandate (tillægsmandater) ausgegeben, um den Stimmverhältnissen möglichst nahe zu kommen. Für diese Mandatsverteilung galt eine Zwei-Prozent-Hürde, die allerdings mit einem Wahlkreismandat umgangen werden konnte.

## Ergebnisse

### Dänemark
| Partei                                             | Liste              | Stimmen   | Prozent   | ± %       | Sitze     | ± Sitze   |
| -------------------------------------------------- | ------------------ | --------- | --------- | --------- | --------- | --------- |
| Socialdemokratiet Sozialdemokraten                 | A                  | 992.682   | 29,8 %    | +0,5      | 55        | ▲ 1       |
| Det Konservative Folkeparti Konservative           | C                  | 642.048   | 19,3 %    | −1,5      | 35        | ▼ 3       |
| Socialistisk Folkeparti Sozialistische Volkspartei | F                  | 433.261   | 13,0 %    | −1,6      | 24        | ▼ 3       |
| Venstre, Danmarks Liberale Parti Liberale Partei   | V                  | 394.190   | 11,8 %    | +1,3      | 22        | ▲ 3       |
| Fremskridtspartiet Fortschrittspartei              | Z                  | 298.132   | 09,0 %    | +4,2      | 16        | ▲ 7       |
| Det Radikale Venstre Sozialliberale                | B                  | 185.707   | 05,6 %    | −0,6      | 10        | ▼ 1       |
| Centrum-Demokraterne Zentrumsdemokraten            | M                  | 155.464   | 04,7 %    | −0,1      | 09        | ▬ 0       |
| Kristeligt Folkeparti Christliche Volkspartei      | Q                  | 068.047   | 02,0 %    | −0,4      | 04        | ▬ 0       |
| Fælles Kurs Gemeinsamer Kurs                       | P                  | 063.263   | 01,9 %    | −0,3      | 0         | ▼ 4       |
| De Grønne Grüne                                    | G                  | 044.960   | 01,4 %    | +0,1      | 0         | –         |
| Danmarks Kommunistiske Parti Kommunistische Partei | K                  | 027.439   | 00,8 %    | −0,1      | 0         | –         |
| Venstresocialisterne Linkssozialisten              | Y                  | 020.303   | 00,6 %    | −0,8      | 0         | –         |
| Parteilose                                         | Parteilose         | 003.633   | 00,1 %    | +0,0      | 0         | –         |
|                                                    |                    |           |           |           |           |           |
| Wahlberechtigte                                    | Wahlberechtigte    | 3.911.897 | 3.911.897 | 3.911.897 | 3.911.897 | 3.911.897 |
| Abgegebene Stimmen                                 | Abgegebene Stimmen | 3.352.651 | 3.352.651 | 3.352.651 | 3.352.651 | 3.352.651 |
| Gültige Stimmen                                    | Gültige Stimmen    | 3.329.129 | 3.329.129 | 3.329.129 | 3.329.129 | 3.329.129 |
| Wahlbeteiligung                                    | Wahlbeteiligung    | 85,7 %    | 85,7 %    | 85,7 %    | 85,7 %    | 85,7 %    |

### Färöer
| Partei                                            | Liste              | Stimmen | Prozent | ± %    | Sitze  | ± Sitze |
| ------------------------------------------------- | ------------------ | ------- | ------- | ------ | ------ | ------- |
| Fólkaflokkurin Volkspartei                        | A                  | 5.655   | 24,7 %  | −4,1   | 1      | ▬ 0     |
| Sambandsflokkurin Unionisten                      | B                  | 5.597   | 24,4 %  | +0,4   | 1      | ▬ 0     |
| Javnaðarflokkurin Sozialdemokraten                | C                  | 4.861   | 21,2 %  | −3,5   | 0      | –       |
| Tjóðveldisflokkurin Republikaner                  | E                  | 4.690   | 20,5 %  | +4,8   | 0      | –       |
| Sjálvstýrisflokkurin Selbstverwaltungspartei      | D                  | 0.897   | 03,9 %  | −0,9   | 0      | –       |
| Kristiligi Fólkaflokkurin Christliche Volkspartei | F                  | 0.891   | 03,9 %  | neu    | 0      | –       |
| Progrespartiet Fortschrittspartei                 |                    | 0.321   | 01,4 %  | −0,6   | 0      | –       |
|                                                   |                    |         |         |        |        |         |
| Wahlberechtigte                                   | Wahlberechtigte    | 32.715  | 32.715  | 32.715 | 32.715 | 32.715  |
| Abgegebene Stimmen                                | Abgegebene Stimmen | 23.012  | 23.012  | 23.012 | 23.012 | 23.012  |
| Gültige Stimmen                                   | Gültige Stimmen    | 22.912  | 22.912  | 22.912 | 22.912 | 22.912  |
| Wahlbeteiligung                                   | Wahlbeteiligung    | 70,3 %  | 70,3 %  | 70,3 % | 70,3 % | 70,3 %  |

### Grönland
| Partei                                   | Stimmen | Prozent | ± %    | Sitze  | ± Sitze |  |
| ---------------------------------------- | ------- | ------- | ------ | ------ | ------- |  |
| Siumut Vorwärts                          | 8.415   | 40,1 %  | −3,2   | 1      | ▬ 0     |  |
| Atassut Gemeinsinn                       | 8.135   | 38,7 %  | −2,6   | 1      | ▬ 0     |  |
| Inuit Ataqatigiit Gemeinschaft der Inuit | 3.628   | 17,3 %  | +4,8   | 0      | –       |  |
| Issittup Partiia Polar-Partei            | 0.821   | 03,9 %  | +1,0   | 0      | –       |  |
|                                          |         |         |        |        |         |  |
| Wahlberechtigte                          | 38.301  | 38.301  | 38.301 | 38.301 | 38.301  |  |
| Abgegebene Stimmen                       | 22.168  | 22.168  | 22.168 | 22.168 | 22.168  |  |
| Gültige Stimmen                          | 20.999  | 20.999  | 20.999 | 20.999 | 20.999  |  |
| Wahlbeteiligung                          | 57,9 %  | 57,9 %  | 57,9 % | 57,9 % | 57,9 %  |  |